# Male Braslovče
Male Braslovče je naselje u slovenskoj Općini Braslovči. Male Braslovče se nalazi u pokrajini Štajerskoj i statističkoj regiji Savinjskoj. 

## Stanovništvo
Prema popisu stanovništva iz 2002. godine naselje je imalo 193 stanovnika.